# Synodontis lucipinnis
Synodontis lucipinnis är en fiskart som beskrevs av Wright och Page 2006. Synodontis lucipinnis ingår i släktet Synodontis och familjen Mochokidae. Inga underarter finns listade i Catalogue of Life.